# Gregorio Boncompagni, II duca di Sora
Gregorio Boncompagni, II duca di Sora, detto anche Gregorio I Boncompagni (Milano, 8 maggio 1590 – Napoli, 13 ottobre 1628), è stato un nobile italiano.

## Biografia
Ottavo figlio di Giacomo Boncompagni, I duca di Sora e di sua moglie, Costanza Sforza di Santa Fiora, Gregorio nacque a Milano nel 1590. Suo nonno paterno era papa Gregorio XIII, mentre la famiglia di sua madre, dei conti di Santa Fiora, era imparentata coi duchi di Milano della dinastia degli Sforza. Il suo trisnonno per parte materna era papa Paolo III.
Alla morte di suo padre nel 1612, gli succedette come duca di Sora, pur avendo già intrapreso una proficua carriera militare, che lo portò a ricoprire in Napoli nel 1623 il ruolo di comandante di una compagnia di uomini al suo soldo.
Morì a Napoli il 13 ottobre 1628.

## Discendenza
Il 9 dicembre 1607 sposò Eleonora Zapata (1593-26 aprile 1679), nipote di Antonio Zapata y Cisneros, viceré di Napoli dal 1620 al 1622. 
Fu padre di:
- Giacomo (1613-1636), III duca di Sora
- Ugo (1614-1676), IV duca di Sora
- Giambattista (n. e m. 15 febbraio 1615)
- Costanza (7 maggio 1616-1648), sposò il 5 dicembre 1640[3] Carlo Ruffo della Bagnara (1616-1690).
- Giovanni Battista Michele (3 febbraio 1618-22 agosto 1639).
- Caterina (23 febbraio 1619-29 ottobre 1699), monaca in S. Marta a Roma.
- Maria (1620-2 dicembre 1648), monaca in S. Marta a Roma.
- Girolamo (1622-1684), cardinale.
- Cecilia (12 marzo 1624-13 settembre 1706), monaca in S. Marta a Roma.

## Ascendenza
|                                       |                                |                            | Genitori                  |  |  | Nonni |  |  | Bisnonni               |  |  | Trisnonni           |  |
|                                       |                                |                            |                           |  |  |       |  |  | Cristoforo Boncompagni |  |  | Giacomo Boncompagni |  |
|                                       |                                |                            |                           |  |  |       |  |  | Cristoforo Boncompagni |  |  | Giacomo Boncompagni |  |
|                                       |                                | Camilla Piattesi           |                           |  |  |       |  |  | Cristoforo Boncompagni |  |  |                     |  |
| Papa Gregorio XIII                    |                                |                            |                           |  |  |       |  |  | Cristoforo Boncompagni |  |  |                     |  |
|                                       |                                | Angela Marescalchi         | Lodovico Marescalchi      |  |  |       |  |  |                        |  |  |                     |  |
|                                       |                                | Angela Marescalchi         | Lodovico Marescalchi      |  |  |       |  |  |                        |  |  |                     |  |
|                                       |                                | Angela Marescalchi         | Gentile Montini           |  |  |       |  |  |                        |  |  |                     |  |
| Giacomo Boncompagni, I duca di Sora   |                                | Angela Marescalchi         |                           |  |  |       |  |  |                        |  |  |                     |  |
|                                       |                                | …                          | …                         |  |  |       |  |  |                        |  |  |                     |  |
|                                       |                                | …                          | …                         |  |  |       |  |  |                        |  |  |                     |  |
|                                       |                                | …                          | …                         |  |  |       |  |  |                        |  |  |                     |  |
| Maddalena Fulchini                    |                                | …                          |                           |  |  |       |  |  |                        |  |  |                     |  |
|                                       |                                | …                          | …                         |  |  |       |  |  |                        |  |  |                     |  |
|                                       |                                | …                          | …                         |  |  |       |  |  |                        |  |  |                     |  |
|                                       |                                | …                          | …                         |  |  |       |  |  |                        |  |  |                     |  |
| Gregorio Boncompagni, II duca di Sora |                                | …                          |                           |  |  |       |  |  |                        |  |  |                     |  |
|                                       | Bosio II Sforza di Santa Fiora | Federico I Sforza          |                           |  |  |       |  |  |                        |  |  |                     |  |
|                                       | Bosio II Sforza di Santa Fiora | Federico I Sforza          |                           |  |  |       |  |  |                        |  |  |                     |  |
|                                       | Bosio II Sforza di Santa Fiora | Bartolomea Diana Orsini    |                           |  |  |       |  |  |                        |  |  |                     |  |
| Sforza Sforza di Santa Fiora          | Bosio II Sforza di Santa Fiora |                            |                           |  |  |       |  |  |                        |  |  |                     |  |
|                                       |                                | Costanza Farnese           | Papa Paolo III            |  |  |       |  |  |                        |  |  |                     |  |
|                                       |                                | Costanza Farnese           | Papa Paolo III            |  |  |       |  |  |                        |  |  |                     |  |
|                                       |                                | Costanza Farnese           | Silvia Ruffini            |  |  |       |  |  |                        |  |  |                     |  |
| Costanza Sforza di Santa Fiora        |                                | Costanza Farnese           |                           |  |  |       |  |  |                        |  |  |                     |  |
|                                       |                                | Pallavicino II Pallavicini | Antonio Maria Pallavicino |  |  |       |  |  |                        |  |  |                     |  |
|                                       |                                | Pallavicino II Pallavicini | Antonio Maria Pallavicino |  |  |       |  |  |                        |  |  |                     |  |
|                                       |                                | Pallavicino II Pallavicini | Ambrosina Marliani        |  |  |       |  |  |                        |  |  |                     |  |
| Luigia Pallavicini                    |                                | Pallavicino II Pallavicini |                           |  |  |       |  |  |                        |  |  |                     |  |
|                                       |                                | Elena Salviati             | Jacopo Salviati           |  |  |       |  |  |                        |  |  |                     |  |
|                                       |                                | Elena Salviati             | Jacopo Salviati           |  |  |       |  |  |                        |  |  |                     |  |
|                                       |                                | Elena Salviati             | Lucrezia de' Medici       |  |  |       |  |  |                        |  |  |                     |  |
|                                       |                                | Elena Salviati             |                           |  |  |       |  |  |                        |  |  |                     |  |